# Spherillo tsukamotoi
Spherillo tsukamotoi är en kräftdjursart som beskrevs av Nunomura2005. Spherillo tsukamotoi ingår i släktet Spherillo och familjen Armadillidae. Inga underarter finns listade i Catalogue of Life.